# Acraea rabbaiae
Acraea rabbaiae là một loài bướm ngày thuộc họ Nymphalidae. Nó được tìm thấy ở KwaZulu-Natal, Swaziland, từ Mozambique tới Kenya và ở Tanzania.
Sải cánh dài 45–52 mm đối với con đực và 55–65 mm đối với con cái. Con trưởng thành bay quanh năm, đỉnh điểm từ tháng 9 đến tháng 6 và từ tháng 3 đến tháng 6.
Ấu trùng ăn Tryphostemma zanzibaricum và Schlechterina mitostemmatoides.

## Phụ loài
- Acraea rabbaiae rabbaiae
- Acraea rabbaiae mombasae Grose-Smith, 1889
- Acraea rabbaiae perlucida Henning & Henning, 1996 (South Africa)